# Kullametsa
Kullametsa – wieś w Estonii, w prowincji Lääne, w gminie Kullamaa. W 2006 roku wieś zamieszkiwało 55 osób.